# Thyridanthrax durvillei
Thyridanthrax durvillei är en tvåvingeart som först beskrevs av Macquart 1840.  Thyridanthrax durvillei ingår i släktet Thyridanthrax och familjen svävflugor. Inga underarter finns listade i Catalogue of Life.